# Caldaro sulla Strada del Vino
Caldaro sulla Strada del Vino (Kaltern an der Weinstraße in tedesco) è un comune italiano di 8 261 abitanti della provincia autonoma di Bolzano in Trentino-Alto Adige, situato a circa 15 km di distanza dal capoluogo provinciale.
È inoltre un comune mercato dal 1657.

## Geografia fisica
Situato nell'Oltradige a sud di Appiano e a nord di Termeno sulla Strada del Vino, sorge ai piedi della catena montuosa della Mendola, accanto al bosco di Monticolo (Montiggler Wald).

### Lago di Caldaro

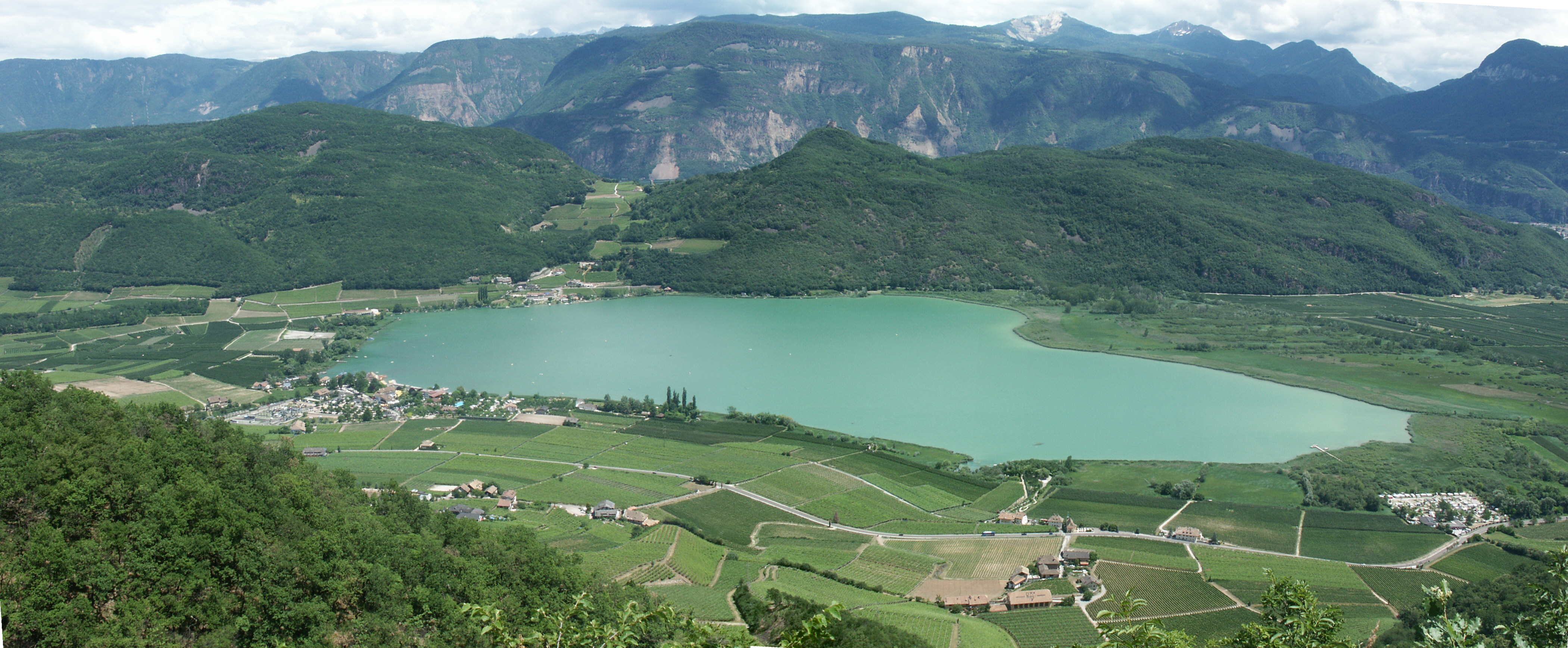
Il lago di Caldaro.

Nel territorio comunale si trova il lago di Caldaro, che costituisce uno dei poli del turismo balneare in Trentino-Alto Adige; grazie alla sua ventosità, vi si possono praticare anche la vela e il surf. È lo specchio d'acqua più esteso dell'Alto Adige e raggiunge una profondità massima di circa 6 metri. D'inverno è spesso completamente ghiacciato: quando la calotta è sufficientemente spessa, vi si può altresì praticare il pattinaggio. La sponda meridionale è un biotopo sottoposto a tutela ambientale.

## Origini del nome
Il toponimo è attestato per la prima volta - nella cosiddetta Vigiliusbrief (lettera di S. Vigilio) - nel IX secolo come Caldare, Caldar e Caldarium, nel 1184 come Caltarn, nel 1519 come Kaltern e Kalthern e deriva probabilmente dal latino caldaria ("caldaia").
Dalla sua costituzione nel 1964, è stato aggiunto al nome "Caldaro", la specifica "sulla strada del Vino", assieme ad altri paesi dell'Alto Adige.

## Storia
A documentare l'importanza del borgo sin dal basso medioevo, è attestata nel 1439 l'esistenza di un proprio diritto di superficie di Caldaro e di Termeno, quale "usus et consuetudo terre Caldary et cappelle Trameni".
Il centro storico di Caldaro presenta uno stile architettonico tipico dell'Oltradige (il cosiddetto Überetscher Baustil), un miscuglio di gotico del nord Europa e rinascimentale del sud, che si riscontra soprattutto nelle residenze nobiliari erette fra il 1550 e il 1600.
Nel paese si trovano gli uffici del libro fondiario e del catasto.

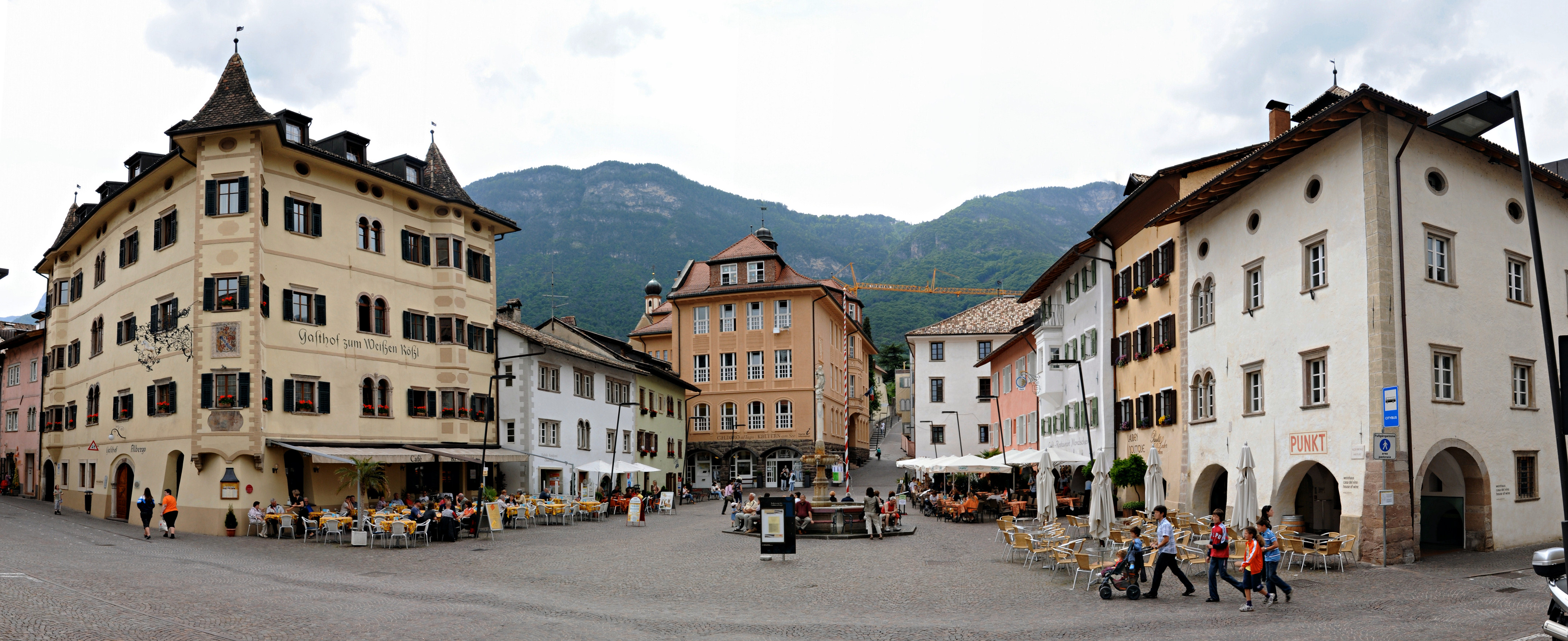
Piazza principale (Marktplatz)

### Simboli
Lo stemma, usato dalla fine del XVI secolo, rappresenta un paiolo di rame con manico su sfondo argento.

## Monumenti e luoghi d'interesse

### Architetture religiose
- Chiesa parrocchiale di Santa Maria Assunta, già ricordata nel 1191, oggi si presenta nel suo aspetto tardo settecentesco. Accanto alla chiesa è il campanile gotico alto ben 72,5 m.
- rovine della basilica di San Pietro, una delle chiese più antiche dell'Alto Adige, raggiungibile attraverso il sentiero della pace che attraversa la gola del Rastenbach

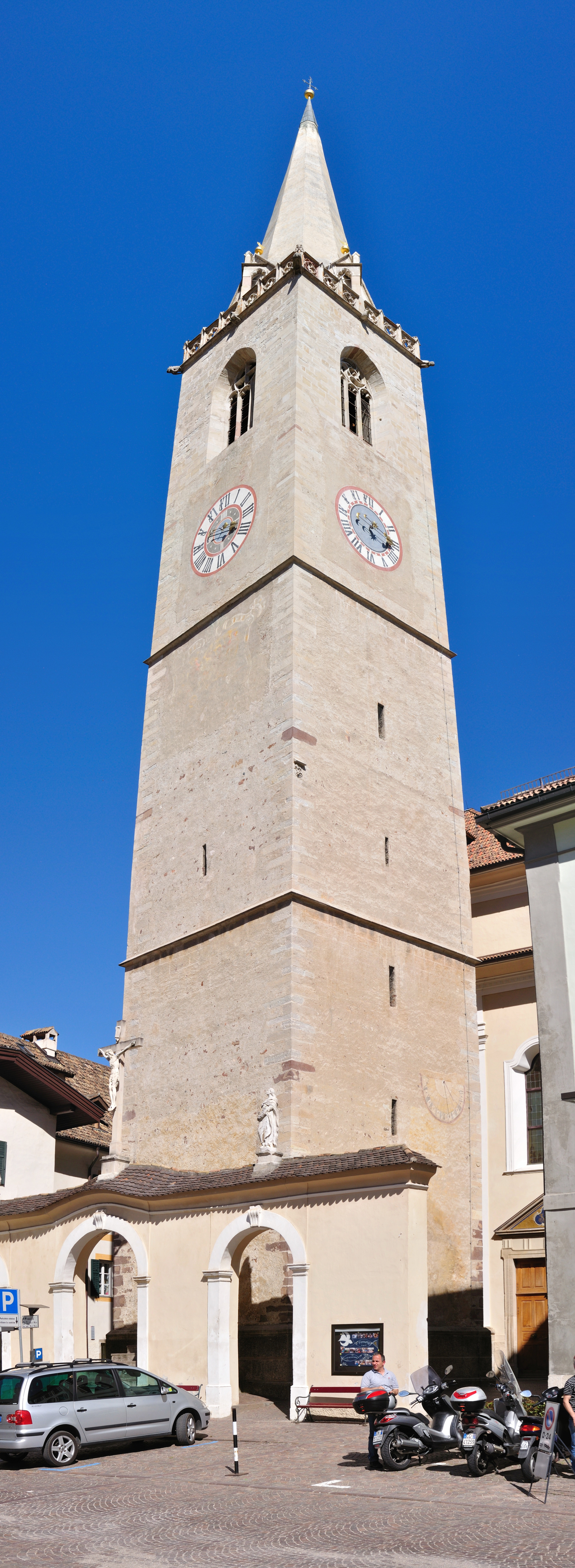
Campanile della chiesa di Santa Maria Assunta
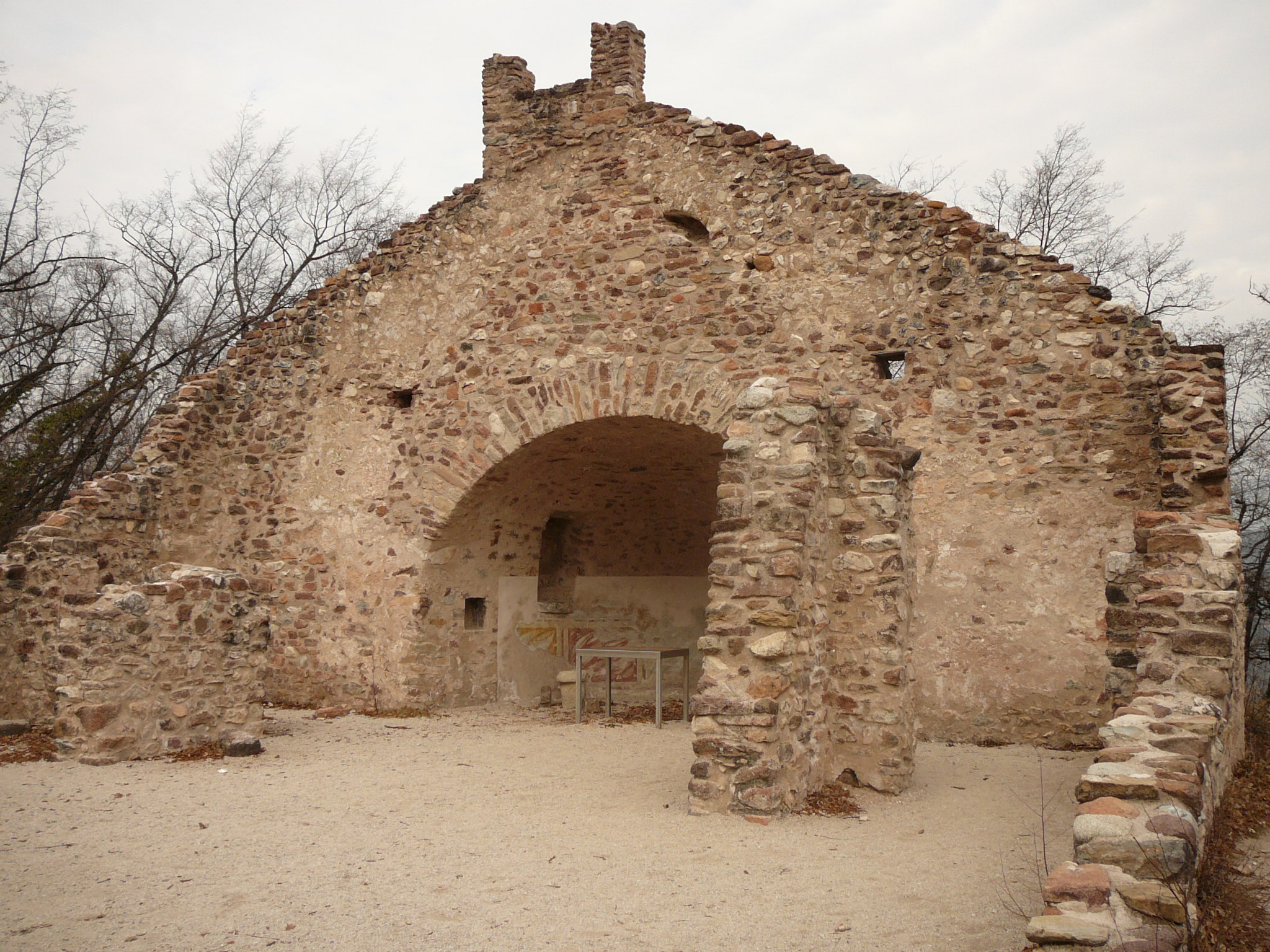
Basilica di san Pietro
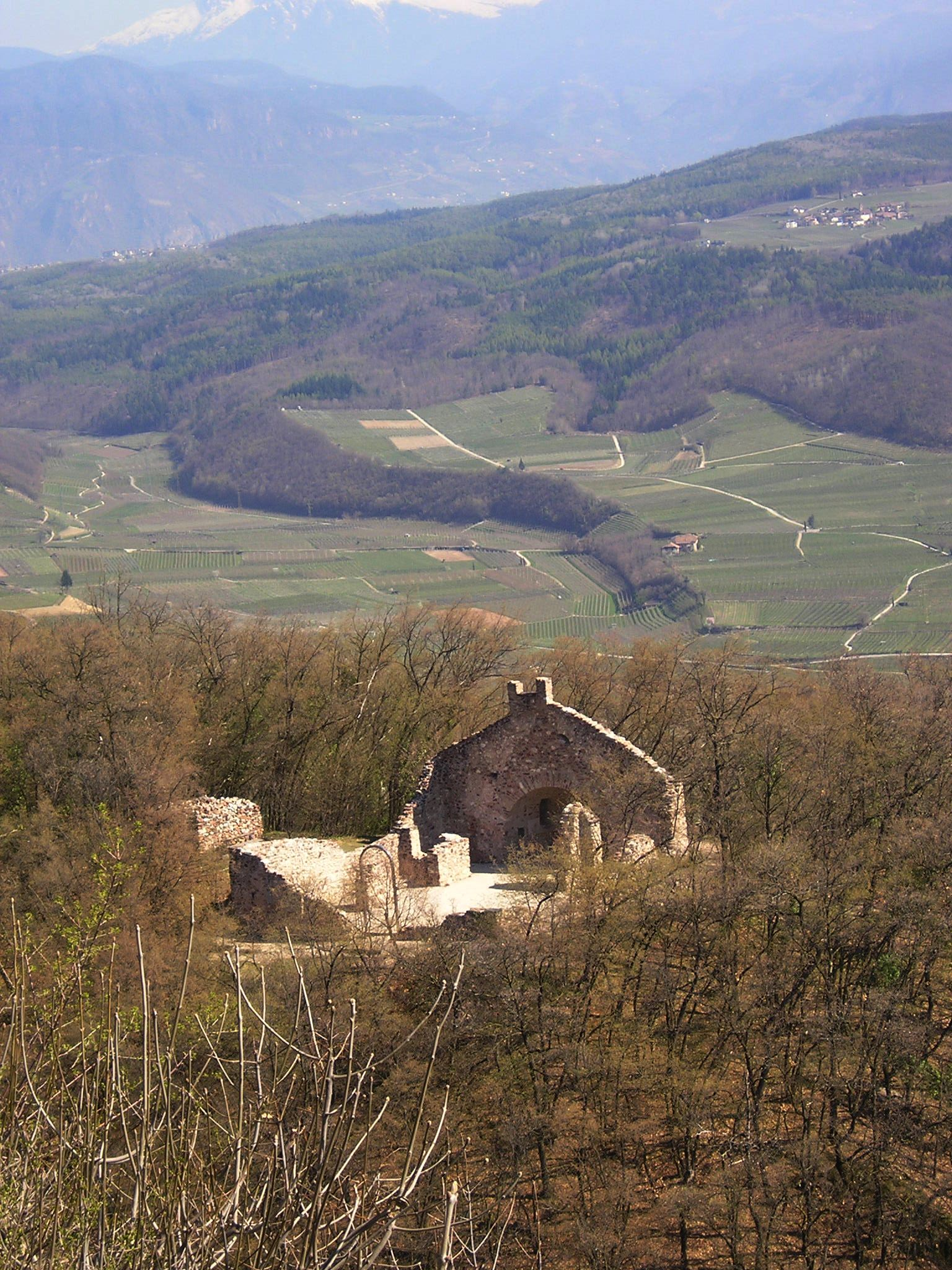
Basilica di san Pietro

### Architetture militari
- Ex castello di Rottenburg, inglobato nel convento dei cappuccini nella piazza omonima
- rovine di Castelchiaro
- resti di Castel Varco

#### Nuovo poligono
In accordo con la provincia di Bolzano, presso il confine comunale di Caldaro e Vadena verrà costruito un nuovo poligono nell'area di 16 ettari della caserma "Tettoni", al posto di quello che esisteva precedentemente presso l'ospedale San Maurizio di Bolzano. Questo poligono verrà costruito ai piedi del monte di Mezzo, e avrà una lunghezza di 100 metri, largo da 11 fino a 15 e alto 5, interamente da un manto vegetale, che prevede 7 linee di tiro fino alla terza categoria. Sarà interrato in quanto più conveniente e non più scavato in una galleria, in modo tale da non disturbare la popolazione locale. In cambio, un'area limitrofe al lago verrà utilizzata per fini turistici data la vicinanza al lago.

### Aree naturali
La stretta gola del Rastenbach è percorribile attraverso scalinate e passerelle, che passando per una cascata, arrivano alla località Castelvecchio.

## Società

### Evoluzione demografica
Abitanti censiti

### Ripartizione linguistica
La popolazione di Caldaro è in maggioranza di madrelingua tedesca; dal 1981 si osserva una lieve diminuzione di tale primato.
| Ripartizione linguistica | 1971   | 1981   | 1991   | 2001   | 2011   | 2024   |
| ------------------------ | ------ | ------ | ------ | ------ | ------ | ------ |
| Madrelingua italiana     | 7,01%  | 5,48%  | 5,74%  | 6,64%  | 7,03%  | 7,93%  |
| Madrelingua tedesca      | 92,84% | 94,34% | 93,92% | 93,06% | 92,61% | 91,55% |
| Madrelingua ladina       | 0,15%  | 0,18%  | 0,35%  | 0,30%  | 0,36%  | 0,51%  |

## Cultura

### Istruzione

#### Scuole
A nord della piazza centrale di Caldaro si trova la scuola elementare in lingua tedesca di Caldaro (Grundschule Kaltern), un edificio storicista e Jugendstil, eretto su progetto degli architetti Wilhelm Anton Linke e Hugo Rütter di Monaco di Baviera nel 1908, l'anno del giubileo di trono di Francesco Giuseppe I d'Austria.

#### Musei
Il museo provinciale del vino (Südtiroler Weinmuseum) venne fondato nel 1955 da Matthias Ladurner-Parthanes, Arnold Walch, Walther Amonn, Siegfried Sölva, Heiner Gschwendt e Luis Oberrauch. Aperto da aprile a fine ottobre, offre un percorso espositivo che riassume due millenni di storia della produzione vinicola, sia altoatesina che di altri territori.

## Economia
L'attività economica più importante di Caldaro è la viticoltura: il comune è tra i principali produttori di vino dell'Alto Adige, in particolare i DOC caldaro scelto, caldaro classico e caldaro classico superiore.
Ad essa si lega altresì un consistente flusso turistico soprattutto estivo, attratto anche dal mite clima e dalla presenza del laghetto balneabile.

## Infrastrutture e trasporti
Dalla località Sant'Antonio (St. Anton) parte la funicolare della Mendola, una delle maggiori infrastrutture europee nel suo genere: inaugurata nel 1903 copre un percorso di oltre 2 km fino all'omonimo passo.
Il paese si trova lungo la Strada del Vino dell'Alto Adige, un percorso pubblicizzato con appositi cartelli, lungo il quale insistono valori naturali, culturali e ambientali, vigneti e cantine di aziende agricole singole o associate aperte al pubblico. Accanto a questa, transita la ciclabile dell'Oltradige.
Fra il 1903 e il 1971 il comune fu capolinea della ferrovia Bolzano-Caldaro, che vi effettuava ben quattro fermate (Caldaro paese, Sant'Antonio, Seligo e Monticolo-Pianizza).

## Sport
A Caldaro sono popolari gli sport velici, praticati nel vicino lago.
La squadra di hockey su ghiaccio, l'SV Kaltern-Caldaro, milita nella Italian Hockey League (Serie B).

## Amministrazione
| Periodo  | Periodo   | Primo cittadino            | Partito | Carica  | Note |
| -------- | --------- | -------------------------- | ------- | ------- | ---- |
| nel 1978 |           | Hermann Sölva              |         | Sindaco |      |
| nel 1990 |           | Wilfried Matscher Battisti |         | Sindaco |      |
| 2005     | 2010      | Wilfried Battisti Matscher | SVP     | Sindaco |      |
| 2010     | in carica | Gertrud Benin Bernard      | SVP     | Sindaco |      |

### Gemellaggi
- Heppenheim, dal 1971